# موميت

## قفاز

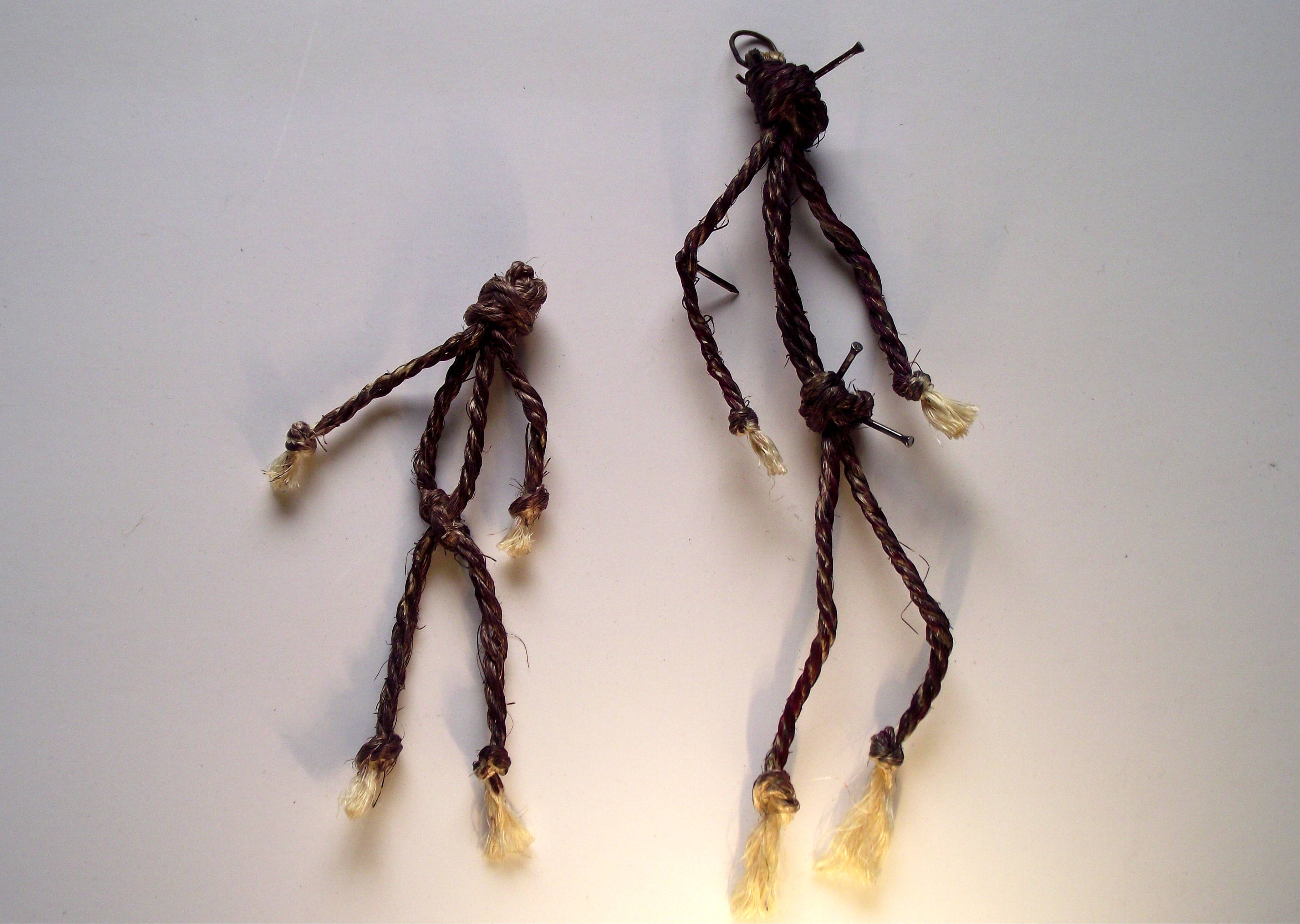
القفاز

في السحر الشعبي والشعوذة، القفاز (المعروف أيضاً باسم الموميت أو بيبي) عبارة عن دمية مصنوعة لتمثيل شخص ما، لإلقاء التعويذات على ذلك الشخص أو لمساعدة ذلك الشخص من خلال السحر. يتم العثور عليهم أحياناً في المداخن. قد يتم تصنيع هذه الدمى من مواد مثل الجذر المنحوت أو الحبوب أو أعمدة الذرة أو الفاكهة أو الورق أو الشمع أو البطاطس أو الطين أو الفروع أو القماش المحشو بالأعشاب بقصد نقل أي إجراءات يتم تنفيذها على الدمية. للموضوع على أساس السحر التعاطفي. يتم استخدام Poppets أيضاً كشخصيات ساحرة في المطبخ.

## علم أصول الكلمة
كلمة Poppet هي تهجئة قديمة لكلمة puppet، من اللغة الإنجليزية الوسطى popet، وتعني طفلاً صغيراً أو دمية. في اللغة الإنجليزية البريطانية يستمر في حمل هذا المعنى. يعد Poppet أيضًا مصطلحاً بريطانياً بشكل رئيسي للتحبب أو التصغير الذي يشير إلى طفل صغير أو فتاة، تشبه إلى حد كبير الكلمات "عزيزي" أو "حبيبتي". 

## الغرض الرئيسي من Poppets
يُنظر إلى Poppets في جميع أنحاء العالم على أنها جسر روحي. يمكن تصميم القفاز ليكون من أجل الخير، وبعض التمنيات الطيبة التي يمكن أن تتجلى من خلال هذه الدمى من أجل الصحة، على أمل الحصول على نتيجة. فرصة للحصول على منصب. هناك أيضًا طريقة شريرة لتصميم هذه الدمى. يمكن تصميمها لإحداث الأذى أو المرض أو النتيجة التي تكون في صالح المؤشر.

## بوبيتس في جميع أنحاء العالم
في جميع أنحاء العالم، كل ثقافة لديها نسختها الخاصة من Poppet. ومع ذلك، فإن دمى Poppets تبدو مختلفة بسبب المواد المتاحة لثقافة معينة، والأهم من ذلك، الدافع و (أو) النوايا الخاصة بالدمى القفازية.

## أنواع بوبيت
ساحرة المطبخ الألماني
يناقش الكثيرون أصل ساحرة المطبخ الألمانية. يعتقد بعض الأشخاص في المنطقة أن أصل أداة المطبخ هذه نشأ من الدول الاسكندنافية، حيث جاءت أول الإشارات الكتابية من إنجلترا.
الغرض من هذا المطبخ الساحر هو جلب طاقة جيدة إلى المطبخ المنزلي، والتخلص من الطاقة السيئة عن طريق منع كوارث المطبخ. العديد من أخطاء المطبخ الشائعة يمكن أن تشمل تقليل خطر خروج الطعام سيئًا مثل احتراق الوجبة أو عدم طهيها جيدًا. من أجل الحفاظ على هذه التقاليد، ستكون هناك حاجة إلى صلاة أو طقوس من أجل إقامة الدمى نظرًا لأن المطبخ هو أحد أهم الأماكن في المنزل لإعداد كل وجبة بشكل صحيح. إنه المكان الذي تستمر فيه الحياة سواء كانت تتضمن علاجات أو تغذية أساسية للحفاظ على الجسم.
الحب بوبيت
النسبة للعديد من الأفراد، يمكن اعتبار هذا القفاز هو الأقوى في شفاء الذات. قد تكون هذه هي الطريقة التي يحتاجها الآخرون لحب أنفسهم لتجاوز الأوقات الصعبة في حياتهم في تلك اللحظة. حيث بالنسبة للبعض هو إظهار الحب لأقاربهم. بما في ذلك أيضًا الأزواج الذين يحبون بعضهم البعض. يمكن أن تكون الأشياء التي يتم وضعها داخل رجل خبز الزنجبيل عبارة عن كوارتز وردي وبتلات زهور مخصصة لهذا الشخص (الأشخاص) عن طريق إضافة الزهور المفضلة لديهم. يمكن أيضًا أن تكون متعلقات الشخص الصغيرة الموجودة في القفاز بمثابة وسيلة لجعل القفاز أكثر ارتباطًا بالقصد.
الازدهار بوبيت
لقد قام العديد من الأشخاص عبر التاريخ بنوع من مظاهر الرخاء نظرًا لأن لدينا إحساسًا بالمكافأة التي تقع ضمن الرخاء. وينظر إليه على أنه رمز للأمل والقوة. يشبه إلى حد كبير شفاء Poppet آخر. بالنسبة لقافز الرخاء، يمكن أن يكون وسيلة للأمل في تحقيق نتيجة جيدة في حياة الفرد من خلال المدرسة، والعمل، والحالة البدنية، والحالة المالية، بالإضافة إلى التنوير داخل النفس. يمكن أن تكون مثل هذه الأشياء بمثابة تمائم الحظ للفرد، بالإضافة إلى الذهب أو الفضة والماس بالنسبة للكثيرين اعتمادًا على موقعها الجغرافي وتوافر المعادن والأحجار الكريمة لدى الشخص.
شفاء بوبيت
هذا القفاز يعتز به معظم الناس، على أمل منح صحة جيدة عقليًا وجسديًا وعاطفيًا. من الشائع في هذا القفاز تضمين أحجار الشفاء الثمينة مثل كوارتات الورد. دواسات الورد والمريمية لتنظيف الجسم والعقل.
حماية البوبيت
تم تصميم هذه الدمى للحماية الروحية لعائلة الشخص وأحبائه. ويتضمن أيضًا طرد العيون الشريرة والسحرة وكل الطاقة غير المرغوب فيها داخل الكون. سيصمم العديد من الأشخاص هذه الدمى المتحركة على أنها تشبه إلى حد كبير الشخص المقصود من خلال كونها واقعية جسديًا. العديد من العناصر مثل الهيماتيت، والجمشت، بالإضافة إلى الريحان،و الباتشولي، و القهوة.

## دمى مماثلة تتعلق Poppets
- دمية قشر الذرة
- دمية هوكو
- دمية موتانكا
- دمية الفودو
- دمية كاتشينا
- شخصية هوبي كاتشينا
- زجاجة ساحرة
- دمية خرقة مكسيكية